# Moss Fotballklubb 1982
Questa voce raccoglie le informazioni riguardanti il Moss Fotballklubb nelle competizioni ufficiali della stagione 1982.

## Rosa
| N. |                     | Ruolo | Calciatore              |
| -- | ------------------- | ----- | ----------------------- |
|    | Norvegia (bandiera) | P     | Odd Skauen              |
|    | Norvegia (bandiera) | D     | Hans Deunk              |
|    | Norvegia (bandiera) | D     | Rune Gjestrumbakken     |
|    | Norvegia (bandiera) | D     | Svein Grøndalen         |
|    | Norvegia (bandiera) | D     | Pål Grønstad            |
|    | Norvegia (bandiera) | D     | Per Heliasz             |
|    | Norvegia (bandiera) | D     | Lars Ragnar Kristiansen |
|    | Norvegia (bandiera) | D     | Johnny Melbye           |

| N. |                     | Ruolo | Calciatore           |
| -- | ------------------- | ----- | -------------------- |
|    | Norvegia (bandiera) | D     | Morten Vinje         |
|    | Norvegia (bandiera) | C     | Ole Johnny Henriksen |
|    | Norvegia (bandiera) | C     | Jan Rafn             |
|    | Norvegia (bandiera) | A     | Geir Henæs           |
|    | Norvegia (bandiera) | A     | Ole Petter Jensen    |
|    | Norvegia (bandiera) | A     | Stein Kollshaugen    |
|    | Norvegia (bandiera) | A     | André Nieuwlaat      |
|    | Norvegia (bandiera) | A     | Kurt Tunheim         |

## Risultati

### Campionato

#### Girone di andata
| Bodø 25 aprile 1982 | HamKam | 2 – 1 | Moss | Aspmyra Stadion |

| Tønsberg 2 maggio 1982 | Moss | 1 – 1 | Bryne | Tønsberg Stadion |

| Moss 9 maggio 1982 | Moss | 2 – 2 | Rosenborg | Melløs Stadion |

| Nedre Eiker 16 maggio 1982 | Mjøndalen | 1 – 0 | Moss | Nedre Eiker Stadion |

| Porsgrunn 20 maggio 1982 | Moss | 3 – 2 | Vålerengen | Pors Stadion |

| Molde 24 maggio 1982 | Molde | 1 – 0 | Moss | Molde Stadion |

| Haugesund 31 maggio 1982 | Moss | 0 – 1 | Viking | Haugesund Stadion |

| Fredrikstad 6 giugno 1982 | Fredrikstad | 1 – 1 | Moss | Fredrikstad Stadion |

| Moss 13 giugno 1982 | Moss | 3 – 1 | Start | Melløs Stadion |

| Sogndal 27 giugno 1982 | Sogndal | 2 – 1 | Moss | Fosshaugane Campus |

| Moss 30 giugno 1982 | Moss | 0 – 0 | Lillestrøm | Melløs Stadion |

#### Girone di ritorno
| Moss 2 agosto 1982 | Moss | 1 – 1 | HamKam | Melløs Stadion |

| Bryne 8 agosto 1982 | Bryne | 0 – 0 | Moss | Bryne Stadion |

| Trondheim 15 agosto 1982 | Rosenborg | 2 – 1 | Moss | Lerkendal Stadion |

| Moss 18 agosto 1982 | Moss | 2 – 0 | Mjøndalen | Melløs Stadion |

| Oslo 22 agosto 1982 | Vålerengen | 2 – 0 | Moss | Ullevaal Stadion |

| Moss 29 agosto 1982 | Moss | 4 – 1 | Molde | Melløs Stadion |

| Stavanger 5 settembre 1982 | Viking | 2 – 1 | Moss | Stavanger Stadion |

| Moss 12 settembre 1982 | Moss | 0 – 0 | Fredrikstad | Melløs Stadion |

| Kristiansand 26 settembre 1982 | Start | 1 – 2 | Moss | Kristiansand Stadion |

| Kristiansund 3 ottobre 1982 | Moss | 2 – 1 | Sogndal | Gressbanen |

| Lillestrøm 10 ottobre 1982 | Lillestrøm | 2 – 2 | Moss | Åråsen Stadion |

### Coppa di Norvegia
|  | Moss | 6 – 0 | Lørenskog |  |

|  | Sarpsborg | 2 – 5 | Moss |  |

|  | Moss | 3 – 1 | Kvik Halden |  |

|  | Lillestrøm | 0 – 1 | Moss |  |

|  | Moss | 2 – 0 | Mjølner |  |

|  | Brann | 3 – 1 (d.t.s.) | Moss |  |